# Tinecoides
Tinecoides — подрод щелкунов из рода Agriotes.

## Описание
Бока мезостерн между средними тазиками параллельные.

## Систематика
В составе подрода:
- вид: Agriotes koltzei